# 宋經
宋經（1445年—？），字大經，山西大同府蔚州人，民籍。明朝政治人物。同進士出身。

## 生平
山西鄉試第二十四名。成化五年（1469年）進士。任河南道監察御史。弘治元年（1488年）以言事忤當道，出為直隸安州知州

## 家族
曾祖宋文友。祖父宋玉，贈戶部主事。父亲宋弼，曾任戶部員外郎。